# Chavoy
Chavoy é uma comuna francesa na região administrativa da Normandia, no departamento Mancha. Estende-se por uma área de 3,63 km². Em 2010 a comuna tinha 136 habitantes (densidade: 37,5 hab./km²).